# Albert Lea
Albert Lea és una ciutat i seu del Comtat de Freeborn a l'estat de Minnesota dels Estats Units d'Amèrica.

## Demografia
Segons el cens del 2000 Albert Lea tenia 18.356 habitants, 7.785 habitatges, i 4.826 famílies. La densitat de població era de 657,4 habitants per km².
Dels 7.785 habitatges en un 26,9% hi vivien nens de menys de 18 anys, en un 49,5% hi vivien parelles casades, en un 9,1% dones solteres, i en un 38% no eren unitats familiars. En el 33% dels habitatges hi vivien persones soles el 16,8% de les quals corresponia a persones de 65 anys o més que vivien soles. El nombre mitjà de persones vivint en cada habitatge era de 2,28 i el nombre mitjà de persones que vivien en cada família era de 2,88.
Per edats la població es repartia de la següent manera: un 0% tenia menys de 18 anys, un 0% entre 18 i 24, un 0% entre 25 i 44, un 0% de 45 a 60 i un 21,3% 65 anys o més.
L'edat mediana era de 41 anys. Per cada 100 dones de 18 o més anys hi havia 87,6 homes.
La renda mediana per habitatge era de 32.841$ i la renda mediana per família de 42.407$. Els homes tenien una renda mediana de 31.383$ mentre que les dones 21.114$. La renda per capita de la població era de 17.979$. Entorn del 6,9% de les famílies i el 10,2% de la població estaven per davall del llindar de pobresa.

## Poblacions properes
El següent diagrama mostra les poblacions més properes.